# Modelo geométrico 2D

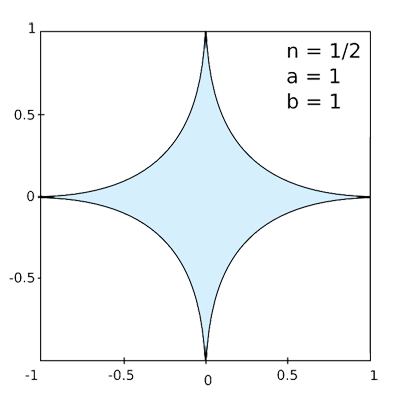
Una superelipse (figura geométrica 2D en un plano cartesiano).

Un modelo geométrico 2D es un modelo geométrico de un objeto como figura bidimensional, por lo general sobre un plano euclidiano o cartesiano.
Aunque todos los objetos materiales son tridimensionales, un modelo geométrico 2D es a menudo suficiente para ciertos objetos planos, tales como recortes de papel y piezas de máquinas hechas de chapa metálica.
Los modelos geométricos 2D son también convenientes para describir ciertos tipos de imágenes artificiales, tales como diagramas técnicos, logotipos, glifos de una fuente, etc. Son una herramienta esencial de la infografía 2D y a menudo utilizados como componentes de los modelos geométricos en 3D, por ejemplo, para describir las calcomanías que se aplican a un modelo de coche.